# 朝鲜龙胆
朝鲜龙胆（学名：Gentiana uchiyamai）为龙胆科龙胆属的植物。分布在朝鲜以及中国大陆的吉林等地，生长于海拔250米至800米的地区，一般生于林间湿草地，目前尚未由人工引种栽培。